# Liste der Monuments historiques in Vic-sous-Thil
Die Liste der Monuments historiques in Vic-sous-Thil führt die Monuments historiques in der französischen Gemeinde Vic-sous-Thil auf.

## Liste der Immobilien
| Bezeichnung          | Beschreibung | Standort                                                     | Kennzeichnung | Schutzstatus | Datum | Bild           |
| -------------------- | --- | ------------------------------------------------------------ | ------------- | ------------ | ----- | -------------- |
| Château de Thil      | Burg, ab dem frühen 11. Jahrhundert, seit dem 16. Jahrhundert ruinös                                                  | Maison-Dieu, nördlich des Ortes auf der Butte de Thil (Lage) | PA00112720    | Classé       | 1905  | weitere Bilder |
| Kirche Ste-Trinité   | Stiftskirche, zwischen 1343 und 1350 erbaut, nach der Französischen Revolution als Nationalgut verkauft, heute ruinös | Maison-Dieu, nördlich des Ortes auf der Butte de Thil (Lage) | PA00112721    | Classé       | 1905  | weitere Bilder |
| Manège du Brouillard | oktogonale Reithalle, 1839 erbaut                                                                                     | Le Brouillard, route de Fontangy (Lage)                      | PA00125318    | Inscrit      | 1993  | weitere Bilder |

## Liste der Objekte
| Bezeichnung                                   | Beschreibung                                              | Standort                                             | Kennzeichnung | Schutzstatus | Datum | Bild |
| --------------------------------------------- | --------------------------------------------------------- | ---------------------------------------------------- | ------------- | ------------ | ----- | ---- |
| Grabstein für Pierre Chifonye                 | Kalkstein, bezeichnet 1492                                | Vic-sous-Thil, in der Kirche St-Jean-Baptiste (Lage) | PM21002489    | Classé       | 1908  |      |
| Skulptur Johannes Evangelist                  | Holz, farbig gefasst, 14. Jahrhundert                     | Vic-sous-Thil, in der Kirche St-Jean-Baptiste (Lage) | PM21002490    | Classé       | 1913  |      |
| Grabstein für Jehan de Cluny und seine Gattin | Kalkstein, bezeichnet 1561                                | Vic-sous-Thil, in der Kirche St-Jean-Baptiste (Lage) | PM21002491    | Classé       | 1913  |      |
| Taufbecken                                    | Kalkstein, 12. Jahrhundert                                | Vic-sous-Thil, in der Kirche St-Jean-Baptiste (Lage) | PM21002492    | Classé       | 1931  |      |
| Skulptur Heilige Barbara                      | Kalkstein, 15. Jahrhundert                                | Vic-sous-Thil, in der Kirche St-Jean-Baptiste (Lage) | PM21002493    | Classé       | 1968  |      |
| Marien- und Sebastians-Fenster                | vom Anfang des 16. Jahrhunderts, 1922 umfangreich ergänzt | Vic-sous-Thil, in der Kirche St-Jean-Baptiste (Lage) | PM21002494    | Classé       | 1972  |      |
| Taufe-Christi-Fenster                         | vom Anfang des 16. Jahrhunderts, 1922 umfangreich ergänzt | Vic-sous-Thil, in der Kirche St-Jean-Baptiste (Lage) | PM21002495    | Classé       | 1972  |      |
| Gemälde Rosenkranzmadonna                     | Ölfarbe auf Leinwand, 17. Jahrhundert                     | Vic-sous-Thil, in der Kirche St-Jean-Baptiste (Lage) | PM21003034    | Classé       | 1999  |      |
| Wandgemälde Bischof                           | aus dem 16. Jahrhundert                                   | Vic-sous-Thil, in der Kirche St-Jean-Baptiste (Lage) | PM21003396    | Inscrit      | 1972  |      |